# Gayespur
Gayespur ist eine Stadt im indischen Bundesstaat Westbengalen. Die Stadt ist Teil der Agglomeration Kolkata.
Die Stadt gehört zum Distrikt Nadia. Gayespur hat den Status einer Municipality. Die Stadt ist in 18 Wards (Wahlkreise) gegliedert.

## Demografie
Die Einwohnerzahl der Stadt liegt laut der Volkszählung von 2011 bei 58.998. Gayespur hat ein Geschlechterverhältnis von 979 Frauen pro 1000 Männer und damit einen für Indien häufigen Männerüberschuss. Die Alphabetisierungsrate lag bei 90,5 % im Jahr 2011. Knapp 96 % der Bevölkerung sind Hindus, ca. 3 % sind Muslime und ca. 1 % gehören einer anderen oder keiner Religion an. 7,6 % der Bevölkerung sind Kinder unter 6 Jahren. Bengali ist die Hauptsprache in und um die Stadt.